# Próchnica kwaśna
Próchnica kwaśna, inaczej próchnica nienasycona – próchnica, która jest adsorpcyjnie nasycona głównie kationami wodoru H+ i glinu Al3+. Podział na próchnicę słodką, słoną lub kwaśną stosuje się przeważnie do opisu dobrze rozłożonej próchnicy gleb uprawnych. 
Kwaśna próchnica może doprowadzić do zwiększenia przyswajalności niektórych pierwiastków przez rośliny. Działa ona podobnie jak silny kwas organiczny i wiąże zasady z minerałów. Wiąże do siebie kationy zasadowe, które, stosunkowo słabo związane, mogą być przyswajane przez rośliny. Próchnica kwaśna, podobnie jak słona, wpływa ujemnie na tworzenie się struktury gleby.